# Max Spielmann (Architekt)
Max Spielmann (* 3. April 1881 in Kremsier, Österreich-Ungarn; † 20. Juni 1970 in Wiesbaden) war ein deutschsprachiger Architekt. Er wirkte überwiegend in Österreich-Ungarn sowie in der ersten Tschechoslowakischen Republik.

## Leben

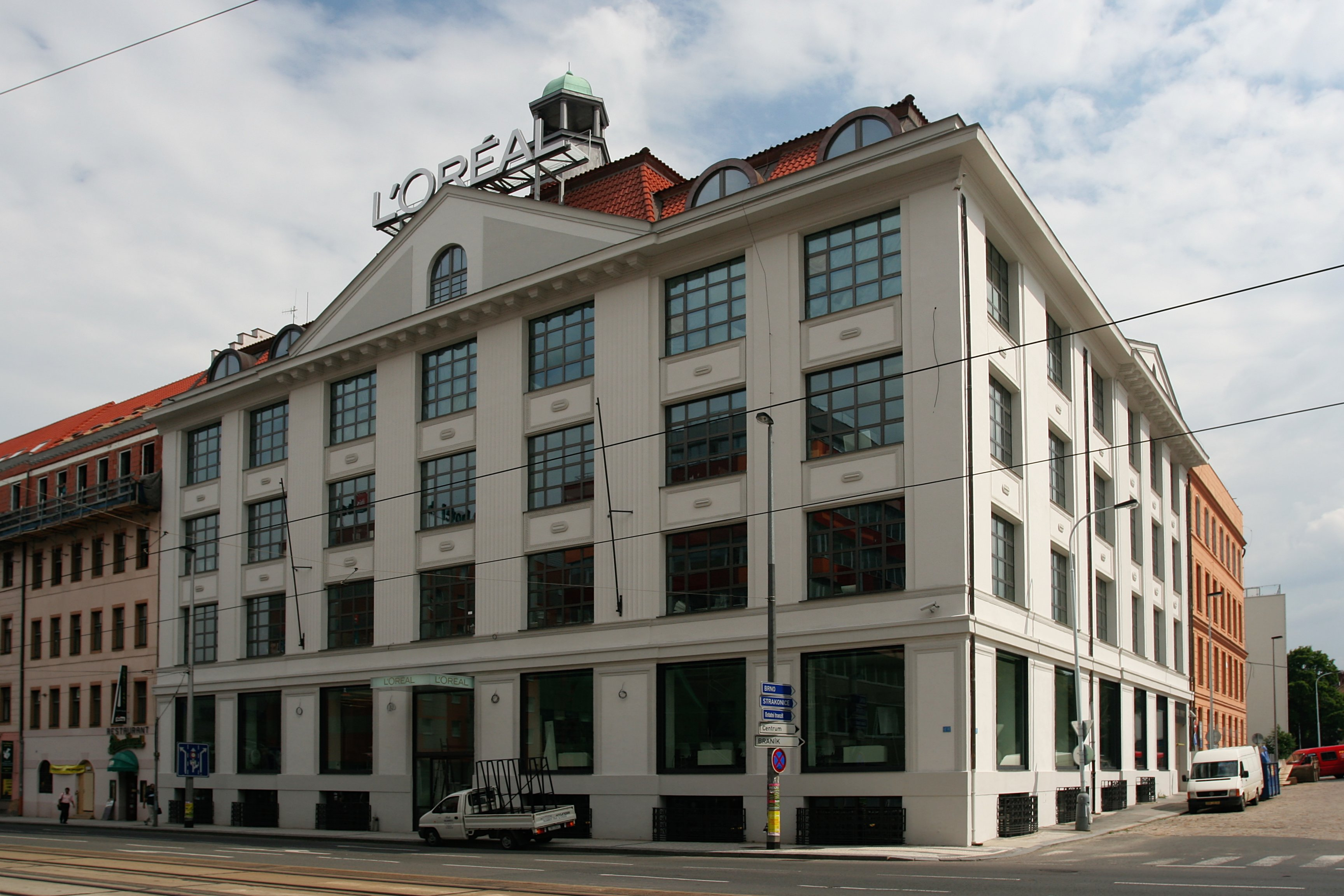
Palais Křižík in Prag-Smichov (2006)

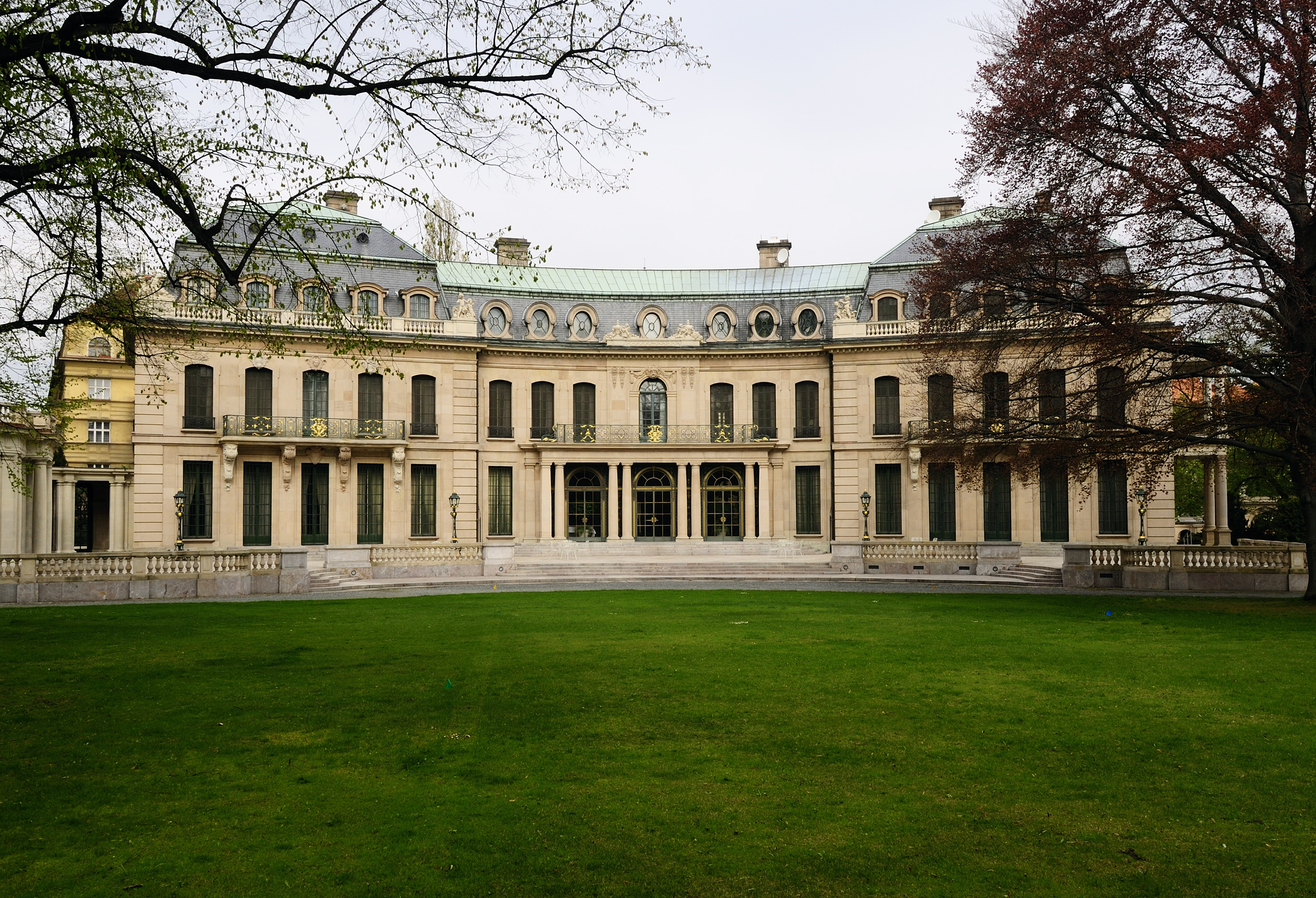
Villa Otto Petschek in Prag-Bubeneč (2013)

Max Spielmann war der Sohn des jüdischen Grundschullehrers Hermann Spielmann und der Augusta Spielmann, geborene Kohn. Er hatte neun Geschwister. Die Familie war deutschsprachig und stammte aus Pohrlitz in der Nähe von Brünn. Von 1901 bis 1905 studierte er Architektur an der Technischen Universität Wien. Sein Studium schloss er an der Deutschen Universität in Prag ab, wo er im Anschluss als Wissenschaftlicher Assistent bei Professor Franz Sablik arbeitete und eine Berufung zum k.k. Baurat erhielt. Ferner arbeitete er aktiv in der Jüdischen Gemeinde Prag.
Spätestens ab dem Jahr 1909 nahm Spielmann an Architektenwettbewerben selbständig mit eigenen Entwürfen teil. Zu seinen ersten Gebäuden, die noch vor dem Ersten Weltkrieg errichtet wurden, zählen unter anderem das Wohn- und Geschäftshaus der Gebrüder Pick in der Prager Neustadt am Karlsplatz, das Haus der Jüdischen Vereinigung in der Prager Neustadt sowie das Palais Křižík von František Křižík in Smíchov. Er war Mitglied im Österreichischen Ingenieur- und Architekten-Verein. Auf Grundlage dieser Verbindung wurden Spielmanns Entwürfe auch von anderen Architekten aufgekauft, darunter seine Konstruktionspläne für An- und Umbauten der B’nai-B’rith-Tempel in Tetschen und Trautenau. Ein charakteristisches Merkmal seiner Entwürfe war schon sehr früh der Historismus, inspiriert vor allem vom Barock und Klassizismus. Alle seine Gebäude sind gekennzeichnet durch Konservatismus, Monumentalität, Pracht und Repräsentativität.
Im Jahr 1919 erregte Spielmann mit dem rigorosen Umbau der Villa Bianca (heutige Residenz der kroatischen Botschaft) in Prag-Bubeneč bei tschechoslowakischen Nationalisten nebst dazugehöriger Künstlerkreise Aufmerksamkeit und Empörung. Er verpasste der Fassade der erst im Jahr 1909 von Jan Kotěra in tschechischer Volksarchitektur erbauten Villa eine neobarocke Erscheinungsform und entfernte dabei auch Skulpturen des tschechischen Bildhauers Jan Štursa. Max Spielmann arbeitete jedoch hauptsächlich für eine wohlhabende deutschsprachig jüdische Kundschaft, die seine monumentale Architektur bevorzugte.
Zahlreiche prestigeträchtige Aufträge erhielt er von den Prager Petscheks, eine der reichsten jüdischen Unternehmerdynastien Europas. In Bubeneč baute Spielmann in den 1920er Jahren für die Familie fünf Villen sowie in der Prager Neustadt den Hauptsitz des Bankhauses Petschek & Co. Allein die Gesamtkosten für den Bau der im Jahr 1930 fertiggestellten Villa Otto Petschek beliefen sich auf 300 Millionen Kronen. Tschechoslowakische Nationalisten und Kommunisten verachteten die Architektur auch dieser Bürgervilla. Nach ihrer Ansicht stellte sie eine direkte Verbindung zum Baustil und Geschmack der Habsburgermonarchie und somit einen versuchten „Wiederbelebungsstil“ dar.
Verheiratet war Spielmann mit Irene Stern, geborene Freund (1889–1939), die in erster Ehe mit dem im Dezember 1917 verstorbenen Rechtsanwalt Wilhelm Stern liiert war. Max Spielmann und Irene Stern hatten keine gemeinsamen Kinder. Ab dem Jahr 1934 arbeitete er in Brünn. Im Herbst 1938, noch vor der Zerschlagung der Rest-Tschechei, floh Spielmann mit seiner Frau nach Frankreich. Die nächsten Jahre lebte er in Nizza. Irene Stern verstarb 1939 während einer Reise in Bordeaux. Nach dem Zweiten Weltkrieg galt Spielmann gemäß der Beneš-Dekrete als Deutscher, ihm wurde die tschechoslowakische Staatsbürgerschaft aberkannt und sein Besitz in Prag enteignet.
Spätestens ab 1956, einigen Quellen zufolge ab 1961, lebte Spielmann in Wiesbaden, wo er im Alter von 89 Jahren verstarb. Sein Großneffe, Dr. Peter Spielmann, leitete von 1972 bis 1997 das Kunstmuseum Bochum und war von 2004 bis 2007 Dekan der Fakultät für Bildende Künste in Brünn.

## Bauten (Auswahl)

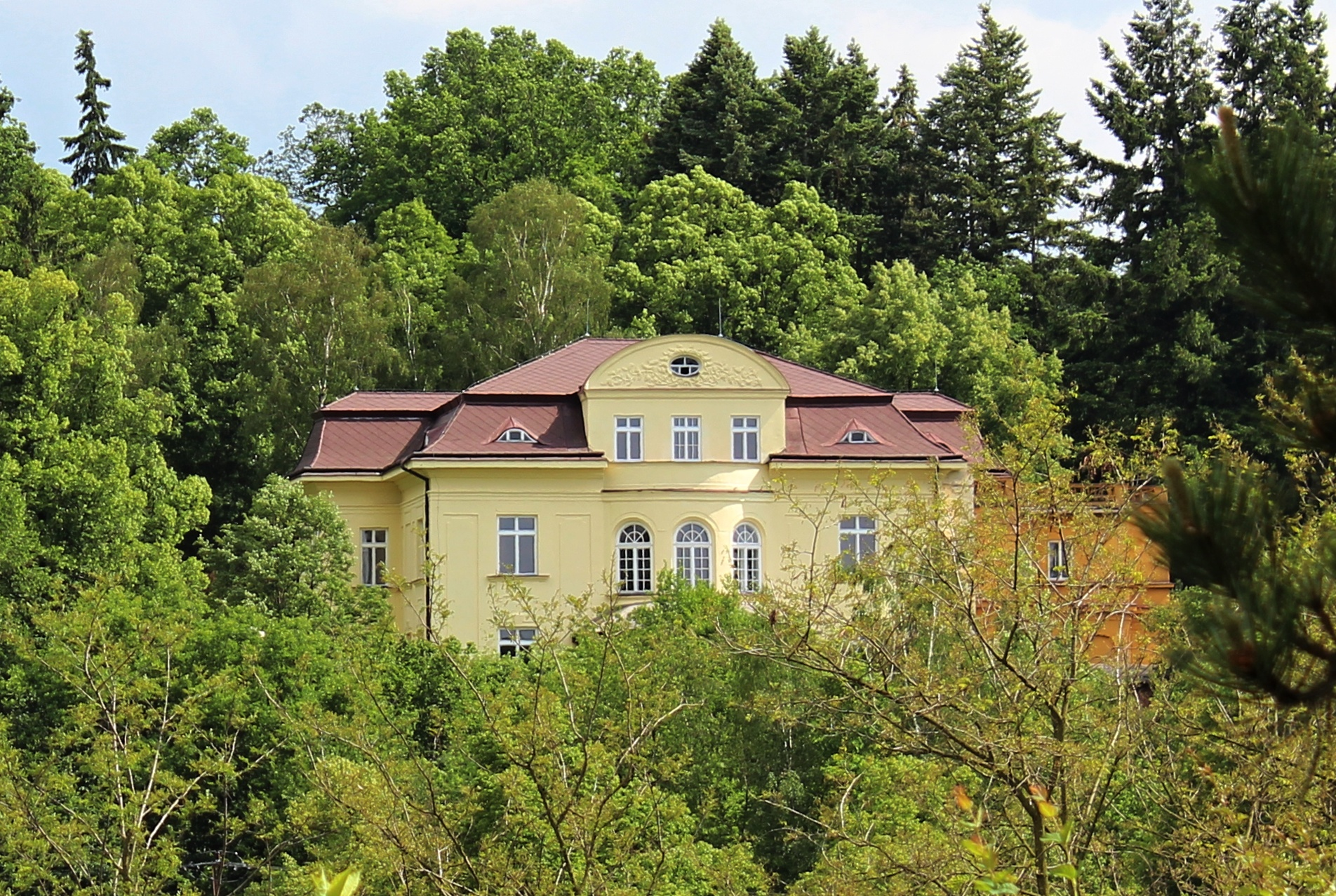
Villa Budischowsky in Trebitsch (2014)

- 1914–1915: Villa von Hans Budischowsky (Carl Budischowsky & Söhne) in Trebitsch
- 1914: Villa Alice des jüdischen Geschäftsmannes Julius Sonnenschein, erbaut für seine Frau Alice in Rostok an der Moldau
- 1922–1924: Villa Dr. Morawetz von Gottlieb Morawetz, Bankdirektor der Kreditanstalt der Deutschen (KdD), in Prag-Vinohrady
- 1923–1929: Palais Petschek, Prager Neustadt
- 1924–1930: Villa Otto Petschek für Otto Petschek in Bubeneč
- 1925: Villa Stern in Bubeneč
- 1927–1930: Villa Friedrich Petschek in Bubeneč, heute Botschaft der Russischen Föderation
- 1928: Haus des Textil-Wirtschaftsverbandes, Prager Altstadt
- 1929: Svornost-Palast mit einem Kino (heute Spejbl-und-Hurvínek-Theater) in Bubeneč[5]